# Nés en 68
Nés en 68 è un film del 2008 diretto da Olivier Ducastel e Jacques Martineau.

## Trama
Catherine, Yves e Hervé vivono in prima persona i travagliati e coinvolgenti eventi del maggio '68 francese, protagonisti delle proteste studentesche.
Passati i mesi più caldi i tre si trasferiscono in un comune hippy nel sud della Francia e convivono fino a quando le scelte personali non li divideranno: Catherine si innamora di Yves, Hervé sparisce, per poi ricomparire accusato di omicidio.
Quarant'anni dopo i figli di Catherine e Yves, Boris e Ludmilla, ai tempi della presidenza Sarkozy, fanno scelte di vita diverse da quelle dei genitori, che vivono separati, occupandosi di lotta all'AIDS e sposando un integralista iraniano.

## Riconoscimenti
- Festival du film de Cabourg
  - Swann d'oro miglior attrice a Laetitia Casta